# Episodi di 14º Distretto (venticinquesima stagione)
La venticinquesima stagione della serie televisiva 14º Distretto è stata trasmessa in anteprima in Germania da Das Erste tra il 24 ottobre 2011 e il 20 febbraio 2012.
| nº | Titolo originale                        | Titolo italiano | Prima TV Germania | Prima TV Italia |
| -- | --------------------------------------- | --------------- | ----------------- | --------------- |
| 1  | Sturköppe                               | inedito         | 24 ottobre 2011   | inedito         |
| 2  | Der schönste Tag im Leben               | inedito         | 31 ottobre 2011   | inedito         |
| 3  | Vertauscht                              | inedito         | 7 novembre 2011   | inedito         |
| 4  | Nur das Beste                           | inedito         | 14 novembre 2011  | inedito         |
| 5  | Klassentreffen                          | inedito         | 21 novembre 2011  | inedito         |
| 6  | Die Freibeuterin                        | inedito         | 28 novembre 2011  | inedito         |
| 7  | Die Versuchung                          | inedito         | 5 dicembre 2011   | inedito         |
| 8  | Frohe Weihnachten, Dirk Matthies Teil 1 | inedito         | 12 dicembre 2011  | inedito         |
| 9  | Frohe Weihnachten, Dirk Matthies Teil 2 | inedito         | 19 dicembre 2011  | inedito         |
| 10 | Wann hast Du Zeit für die Liebe?        | inedito         | 2 gennaio 2012    | inedito         |
| 11 | Neues Ich                               | inedito         | 9 gennaio 2012    | inedito         |
| 12 | Schein und Sein                         | inedito         | 16 gennaio 2012   | inedito         |
| 13 | Herr Zipperer guckt ins Leere           | inedito         | 23 gennaio 2012   | inedito         |
| 14 | Große Wünsche, kleine Träume            | inedito         | 30 gennaio 2012   | inedito         |
| 15 | Fahrraddiebe                            | inedito         | 6 febbraio 2012   | inedito         |
| 16 | Mit Pfand und Siegel                    | inedito         | 13 febbraio 2012  | inedito         |
| 17 | Wunderbare Zukunft                      | inedito         | 20 febbraio 2012  | inedito         |